# Misil M2
El M2 (MSBS M2, abreviado del francés Mer Sol Balistique Strategique M2, literalmente «misil balístico estratégico mar tierra M2» ) es un misil balístico francés de dos etapas y combustible sólido para armar submarinos estratégicos. Es el desarrollo evolutivo del misil M1. Los submarino nucleares de clase Le Redoutable llevaban dieciséis misiles M2 a bordo. Fue adoptado en 1973.

## Antecedentes históricos
La idea de crear submarinos armados con misiles balísticos con una carga nuclear surgió en Francia al mismo tiempo que en la URSS y los EE. UU., la primera mitad de la década de 1950. Los primeros intentos prácticos de implementar tal submarino no tuvieron éxito, ya que tuvieron dificultades para crear un reactor nuclear en la segunda mitad de la década de 1950. Francia no tenía un cohete terminado adecuado para el despliegue en un submarino. Sin embargo, en 1960, siguiendo las políticas independientes de De Gaulle y temiendo ser arrastrado a un posible conflicto por parte de la OTAN, Francia rechazó las propuestas de Estados Unidos para el suministro de misil Polaris A-1 y por ayudar a completar la construcción de SSBN en un período de tres años.
Al tomar, en 1963, la decisión final de crear un arma de misiles nucleares con base en el mar, el liderazgo militar de Francia, basado en la experiencia estadounidense y un pronóstico para el desarrollo de la tecnología, decidió desarrollar las capacidades de combate de sus porta misiles en etapas. Al adherirse, en contraste con la doctrina nuclear de "contención" de la OTAN, y teniendo en cuenta su propia posición geográfica, Francia forma fuerzas nucleares estratégicas, centrándose en su componente naval.

## Desarrollo
El progreso en el desarrollo en la segunda mitad de la década de 1960 su propio combustible sólido SLBM misil M1 en el propulsor compuesto, diseñado sobre la posibilidad de una mayor mejora gradual de misiles en un período relativamente largo de tiempo, estimuló la construcción de submarinos de misiles balísticos, que iban a ser equipado con misiles más sofisticados a medida que llegan en el armamento
En 1969, sin esperar a la finalización de las pruebas M1 y la puesta en marcha del primer barco Le Redoutable en Aerospatiale (entonces todavía la asociación estatal SEREB, "Sociedad de estudio y desarrollo de motores balísticos") con subcontratistas: Nord Aviation para la primera etapa del cohete y Sud Aviation para la segunda etapa y la ojiva), se comenzó a trabajar en el misil con un mayor alcance de M2. La aprobación del proyecto por parte del Ministerio de Defensa de Francia se recibió a principios de 1971.
Las pruebas de vuelo tuvieron lugar en MSBS M2 situada en la costa atlántica de Francia centro de pruebas Landes (cerca de Biscarrosse) en el período de enero al 20 de julio de 1973, durante el cual tres lanzamientos del misil se llevaron a cabo:
- Primer lanzamiento desde el submarino Gymnote (S655), submarino especialmente acondicionado para lanzamiento de prueba;[1][2]
- Segundo lanzamiento desde el submarino Le Foudroyant (S610);
- Tercer lanzamiento, el 20 de julio de 1973 desde la base del centro de pruebas.[2]

## Despliegue
En 1974, se adoptó el misil M2, el primero en submarino en recibirlo fue el tercero construido por el SSBN Le Foudroyant, y ya en septiembre de 1974 entró en patrulla de combate.
El segundo barco equipado con el M2 fue el primer barco de la serie, Le Redoutable, que entró en patrulla de combate con el predecesor el M1 en enero de 1972. En 1975, fue llevado a un muelle en Brest para el mantenimiento preventivo y la recarga del reactor, así como para el reequipamiento de misiles M-2; en abril de 1976 volvió a zarpar.
El segundo barco de la serie, Le Terrible, armado con el M1 y botado en 1976, después de 13 salidas de patrulla, fue rearmado con misiles M20. Los barcos posteriores, S613 L'Indomptable y S614 Le Tonnant (1980), ya se pusieron en funcionamiento con el M20, y el S615 L'Inflexible con el misil M4 con ojivas múltiples.
A fines de la década de 1970, los dos barcos que tenían M2 a bordo, Le Foudroyant y Le Redoutable, también fueron re-equipados con el misil M20 durante las próximas llamadas al muelle para conocer las regulaciones.

## Características
| Peso inicial                          | 19,500 kg                                                   |
| Longitud                              | 10,67 metros                                                |
| Diámetro                              | 1,52 metros                                                 |
| Cabeza de combate                     | monobloque, ojiva nuclear MR 41, con una potencia de 0.5 MT |
| Masa de la cabeza                     | 1360 kilogramos                                             |
| Alcance máximo                        | 3200 kilómetros                                             |
| Altura máxima de trayectoria (apogeo) | 600 km                                                      |
| Precisión (CEP)                       | 2 km                                                        |
| Sistema de control                    | autónomo, inercial                                          |

| Peso inicial           | 11.300 kg                                           |
| Longitud               | 4,6 metros                                          |
| Motor                  | propulsor de cohete sólido SEP 904                  |
| Combustible            | mezclado, aislado                                   |
| Empuje                 | 440 kN (a nivel del mar) (42 t según otras fuentes) |
| Duración del encendido | 50 s                                                |
| Control                | 4 toberas giratorias                                |
| Material del cuerpo    | acero Vascojet 1000                                 |

| Peso inicial           | 6500 kg                            |
| Longitud               | 3,0 metros                         |
| Motor                  | propulsor de cohete sólido Rita II |
| Combustible            | mezclado, butilo                   |
| Empuje                 | 28 t                               |
| Duración del encendido | 60 s                               |
| Control                | Inyección de freón                 |
| Material del cuerpo    | fibra de vidrio (bobinado)         |